# Omskavia
Omskavia (Russisch: ОмскАвиа) was een Russische luchtvaartmaatschappij met haar basis in Omsk. Vanuit haar thuisbasis worden passagiers-, vracht- en chartervluchten uitgevoerd binnen Rusland en naar omringende landen.
In 2004 vormde het samen met Kras Air, Domodedovo Airlines, Sibaviatrans en Samara Airlines de alliantie AirBridge, die in 2005 werd omgezet in AiRUnion.

## Geschiedenis
Omskavia is in 1994 afgesplitst van Aeroflot en startte op 1 februari 1994 met vluchten.
Op 5 oktober 2008 werd de licentie van Omskavia ingetrokken.

## Diensten
Omskavia voert lijndiensten uit naar de volgende plaatsen:
(juli 2007)
Binnenland
- Adler/Sotsji, Moskou, Omsk

## Vloot
De vloot van Omskavia bestaat uit: (juli 2007)
- 9 Tupolev TU-154M
- 1 Antonov AN-24RV[1]